# Cantón de Joué-lès-Tours-Sur
El cantón de Joué-lès-Tours-Sur era una división administrativa francesa, que estaba situada en el departamento de Indre y Loira y la región de Centro-Valle de Loira.

## Composición
El cantón estaba formado por una fracción de la comuna que le daba su nombre:
- Joué-lès-Tours (fracción)

## Supresión del cantón de Joué-lès-Tours-Sur
En aplicación del Decreto nº 2014-179 de 18 de febrero de 2014, el cantón de Joué-lès-Tours-Sur fue suprimido el 22 de marzo de 2015 y su fracción de comuna pasó a formar parte del nuevo cantón de Joué-lès-Tours.